# Calohystricia velutina
Calohystricia velutina är en tvåvingeart som först beskrevs av Wulp 1888.  Calohystricia velutina ingår i släktet Calohystricia och familjen parasitflugor.
Artens utbredningsområde är Costa Rica. Inga underarter finns listade.